# Wilhelm Gundert
Wilhelm Gundert (* 12. April 1880 in Stuttgart; † 3. August 1971 in Neu-Ulm) war ein deutscher Ostasienwissenschaftler, der sich vor allem der buddhistischen Literatur Chinas und Japans widmete.

## Leben
Vor seinem Eintritt in den Pfarrdienst studierte der vom schwäbischen Pietismus geprägte Gundert im Evangelischen Tübinger Stift (1898–1900, 1901/02) und in Halle (1900/01). Während seiner Studienzeit schloss er sich der evangelischen Deutschen Christlichen Studentenvereinigung (DCSV) an, wodurch er mit Uchimura Kanzō bekannt wurde. 1906 ging Gundert als Missionar nach Japan, wo er zunächst mit japanischen Christen um Uchimura zusammenarbeitete.
In Japan lehrte Gundert an mehreren Hochschulen als Lektor die deutsche Sprache (Tōkyō, Kumamoto (1915–1920), Mito (1922–1927)). Zwischenzeitlich hielt er sich von 1920 bis 1922 in Deutschland auf und wurde von Karl Florenz in Hamburg mit der Arbeit Der Schintoismus im japanischen Nō-Drama. promoviert. Von 1927 bis 1936 leitete Gundert nach weiteren Studien in Japan das neugegründete Japanisch-Deutsche Kulturinstitut in Tōkyō.

## Nationalsozialismus
Zum 1. April 1934 trat Gundert in die NSDAP ein (Mitgliedsnummer 3.444.620). 1936 erhielt er als Nachfolger von Florenz den Lehrstuhl für Sprache und Kultur Japans an der Universität Hamburg. Von November 1938 bis April 1941 war Gundert Rektor der Universität. Danach amtierte er bis 1945 als Dekan der Politischen Fachgemeinschaft der Fakultäten an der Universität Hamburg. Er gilt neben Walter Donat als überzeugter Verfechter des Nationalsozialismus, vor allem in seiner Funktion als Leiter des Redaktionsausschusses der OAG und des deutsch-japanischen Kulturinstituts. Als Rektor der Universität Hamburg ordnete er den Ausschluss jüdischer Professoren und Studenten an.
1945 wurde er als politisch belastet entlassen, 1952 jedoch im Rahmen der Entnazifizierung als „entlastet“ eingestuft. 1955 erhielt er die Rechtsstellung eines entpflichteten Hochschullehrers (Emeritus).

## Forschung
Gundert war ein entschiedener Verfechter des Nippon-Systems, das später leicht modifiziert Kunrei-System genannt wurde. Als seine wichtigste Leistung gilt die (unvollendete) Übersetzung des Bi-Yän-Lu (chinesisch 碧巖錄, Pinyin Bìyán lù, W.-G. Pi-yen lu; jap. 碧巌録, Hekigan roku), eine durch Yüän-wu (chin. 圜悟克勤,  Yuánwù Kèqín,  Yüan-wu K'e-ch'in; 1063–1135) zusammengestellte Sammlung von einhundert Kōan. Große Beachtung fand diese Übersetzung beispielsweise durch Gunderts Cousin Hermann Hesse. Hesse widmete ihm den 2. Teil seiner indischen Erzählung "Siddhartha": "Wilhelm Gundert meinem Vetter in Japan gewidmet." 1922

## Privates
Gundert und Hesse hatten denselben Großvater, den Philologen und Geistlichen Hermann Gundert (1814–1893), der Missionar in Indien gewesen war.

## Werke (Auswahl)
- Der Schintoismus im japanischen Nō-Drama, (Dissertation 1922), Verlag der deutschen Gesellschaft für Natur- und Völkerkunde Ostasiens Tokyo 1925
- Die chinesische Literatur (gemeinsam mit Wilhelm Richard) Akademische Verlagsgesellschaften, Potsdam Wildpark 1926
- Die japanische Literatur. In: Oskar Walzel (Hrsg.): Handbuch der Literaturwissenschaft. Akademische Verlagsgesellschaft Athenaion, Wildpark/ Potsdam 1929.
- Auflehnung und Opfer : Lebenskampf eines modernen Japaners (gemeinsam mit Toyohiko Kagawa) Gundert Verlag Stuttgart 1929
- Über den Begriff "Yügen" bei Seami, OAG Tokyo Band XXV, 1932–1935, Teil B, S. 21ff.
- Die Bananenstaude - Das Nospiel "Basho" von Konparu-Zenchihu (übersetzt und erläutert), Jubiläumsausgabe der OAG 1873–1933, Teil II, S. 234ff.
- Der japanische Nationalcharakter (im Anschluss an das Buch von Prof. Y. Haga: "Kokuminsei Jū-ron"); Vortrag, geh. im März 1934 vor der Deutschen Gesellschaft für Natur- und Völkerkunde Ostasiens in Tōkyō 1934.
- Japanische Religionsgeschichte. Japanisch-Deutsches Kulturinstitut, Tokyo und Gundert Verlag, Stuttgart 1935.
- Wilhelm Gundert: Die Bedeutung Japans und der deutschen japanologischen Arbeit. (PDF) In: Zeitschrift der deutschen morgenländischen Gesellschaft. 1936, S. 248–265, abgerufen am 1. Mai 2013 (Antrittsvorlesung an der Universität Hamburg; Band 60).
- Nationale und übernationale Religion in Japan, Hanseatische Verlags Anstalten 1937.
- Die religiösen Kräfte Asiens: (Vorträge der 1. Auslandswoche 1937 der Hanseatischen Universität) Hanseatische Verlagsanstalten Hamburg 1937.
- Afrika : Beiträge zur Völker- und Wirtschaftskunde, Hanseatische Verlagsanstalten Hamburg 1938.
- Idee und Wirklichkeit in der japanischen Geschichte. In: Ostasiatische Rundschau. Band 21, 1940, S. 44–247.
- Japanische Religionsgeschichte: die Religionen der Japaner und Koreaner in geschichtlichem Abriss, Gundert Verlag Stuttgart 1943.
- Lyrik des Ostens. gemeinsam mit Annemarie Schimmel, Walther Schubring (Hrsg.): Carl Hanser, München 1952.
- Die grossen nichtchristlichen Religionen unserer Zeit in Einzeldarstellungen (gemeinsam mit Walter Fuchs, Hermann von Glasenapp). Kröner Verlag Stuttgart 1954.
- Bi-yän-lu . Meister Yüan-wu's Niederschrift von der Smaragdenen Felswand verfaßt auf dem Djia-schan bei Li in Hunan zwischen 1111 und 1115 im Druck erschienen in Sitschuan um 1300 verdeutscht und erläutert von Wilhelm Gundert. 3 Bände. Carl Hanser, München 1960, 1967, 1973.
- Das 35. Kapitel des Bi-yän-lu, in: Zeitschrift der OAG Tokyo Band XLIV, Teil 3, S. 1ff.